# 2008
|  | Per a altres significats, vegeu «Peugeot 2008». |

La llibertat al món el 2008 segons la Freedom House (informe del 2009)
Lliures (89)
Parcialment lliures (62)
No lliures (42)

2008 fon un any bixest, començat en dimarts segons el calendari gregorià i declarat Any Internacional dels Idiomes per l'ONU.

## Esdeveniments
Països Catalans
- 1 de gener: Perpinyà pren el relleu a Lleida com a Capital de la Cultura Catalana per al 2008.
- 18 de gener: La Viquipèdia en català assoleix la xifra simbòlica dels 100.000 articles.[1]
- Televisió de Catalunya compleix 25 anys d'emissió.
- 13 de març, Madrid, Espanya: L'Audiència Nacional d'Espanya anul·la el judici a Jaume Roura i Enric Stern del novembre, en què van ser condemnats a una multa de 2.730 euros per haver cremat fotos del Rei d'Espanya, perquè el jutge, José María Vázquez Honrubia, els va impedir de declarar en català.[2]
- 26 d'abril: 20.000 persones, segons Acció Cultural del País Valencià, es manifesten pels carrers d'Alacant en defensa del País Valencià i pel dret a veure TV3.[3]
- 28 d'abril: Francesc Argemí i Anglada, més conegut com a "Franki", és empresonat per a 2 anys, 7 mesos i 5 dies acusat d'estripar la bandera espanyola de l'Ajuntament de Terrassa.[4]
- 9 de maig: La 20a edició del Premi Internacional Catalunya recau sobre les birmanes Aung San Suu Kyi i Cynthia Maung.
- 21 de maig: La Universitat Oberta de Catalunya publica l'estudi 'Llengua i identitat a Catalunya. 2008', que reflecteix que entre un 52% i un 62% dels catalans votarien favorablement en un referèndum d'independència del de Catalunya.
- 22 de maig: La Cambra de Comerç de Barcelona anuncia que Catalunya i el País Valencià aporten el 28,5% del PIB espanyol i reben només el 23% d'inversions.[5]
- 26 de maig: Quatre obrers moren en un accident laboral a les obres de construcció del Nou Mestalla, a València.[6]
- 4 de juliol: Escola Valenciana rep el Premio Ciudadanos 2008, per la seua trajectòria integradora de la normalització lingüística des d'un punt de vista constructiu que ha contribuït a la convivència de cultures.[7]
- 15 de juliol: Per primera vegada, el govern d'Espanya publica les balances fiscals, que demostren que les Illes Balears, Catalunya, el País Valencià i Madrid són els territoris d'Espanya amb més dèficit.[8]

### Cinema i televisió
- 6 d'agost: S'estrena Espanya la pel·lícula WALL·E (amb algunes còpies doblades en català a Catalunya).[9]
- S'estrena el documental L'Encerclement
- Estrena de la pel·lícula Bad Biology
- 14 de desembre: La Marató de TV3 contra les malalties mentals greus recapta més de cinc milions d'euros.

### Còmic
- El 2 de novembre es publicà l'última tira còmica d'Opus.

### Literatura
- 31 de gener: L'últim patriarca, obra de l'escriptora Najat El Hachmi, obté el 28è Premi Ramon Llull de novel·la.
- 4 de desembre, Andorra: La papallona negra, obra de l'escriptor Antoni Pladevall, obté el 15è Premi Carlemany de novel·la.
- 20 de desembre: El nas de Mussolini, obra de l'escriptor Lluís-Anton Baulenas, obté el 58è Premi Sant Jordi de novel·la.

### Esport

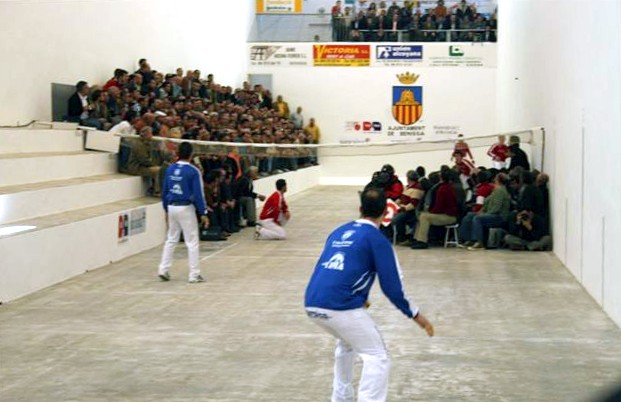
Final del Circuit a Benissa

En la temporada del 2008 de pilota valenciana, el 23 de març Genovés II, Sarasol II i Héctor guanyaren el Circuit Bancaixa 07/08.
- 1 de febrer: Pau Gasol fitxa per Los Angeles Lakers de l'NBA, procedent dels Memphis Grizzlies.
- 14 de febrer: Destituït el tècnic de la secció de bàsquet del FC Barcelona, Dusko Ivanovic.

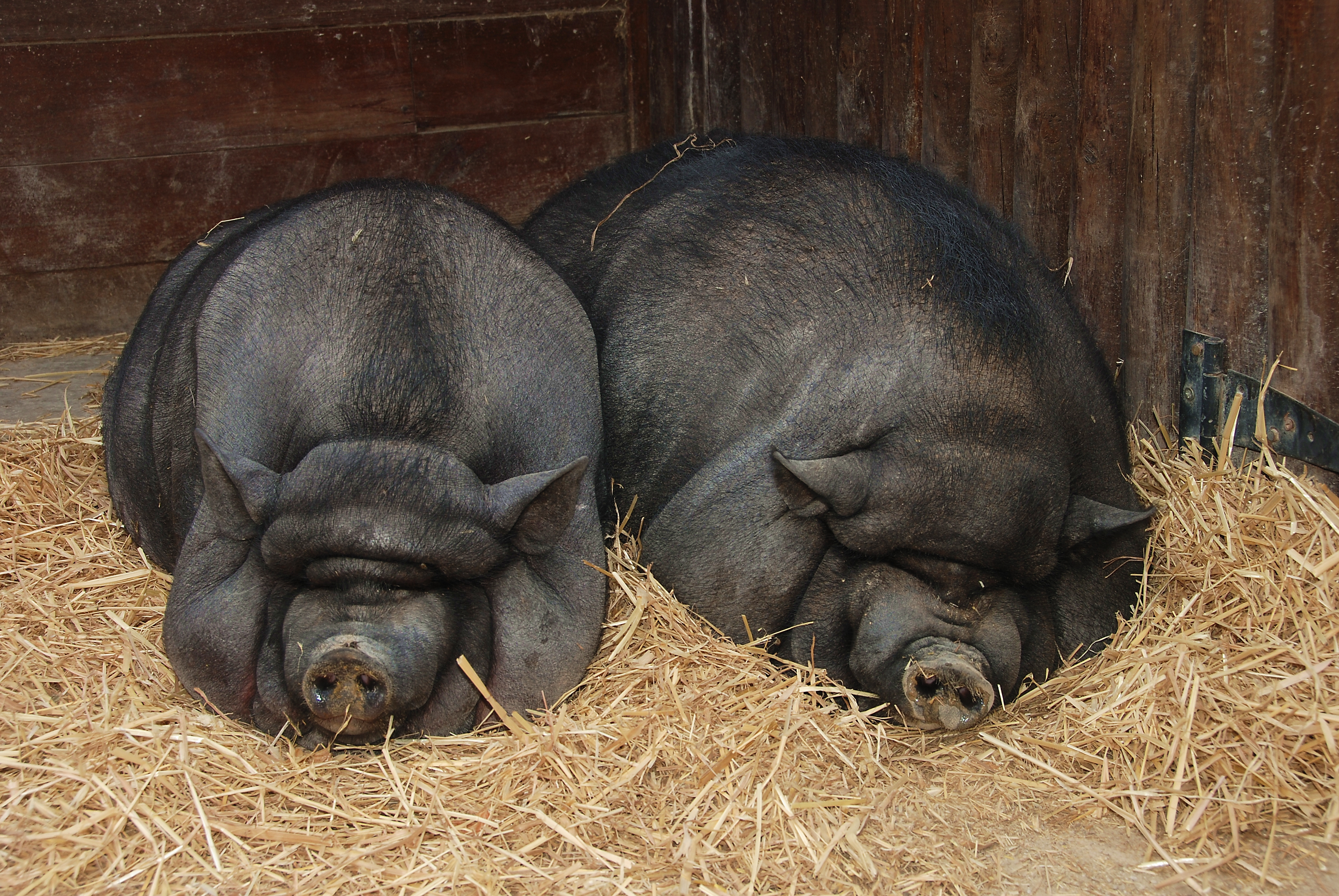

### Música i ràdio
- Fundació del grup de música hongarès Paddy and the Rats
- 24 d'agost: Joandomènec Ros deixa de ser rector de la Universitat Catalana d'Estiu.[10]
- 11 de setembre: Sonia Castedo (PP) és escollida nova alcaldessa d'Alacant després de la dimissió de Luis Díaz Alperi.
- 9 d'octubre: Durant la Diada Nacional del País Valencià, ERPV desplega una estelada gegant en la Plaça de l'Ajuntament de València.[11]
- 16 de novembre, Terrassa: Els Minyons de Terrassa carreguen el primer 3 de 9 amb folre i l'agulla de la història.
- 17 de novembre: Lluc Tomàs (PP), batlle de Llucmajor, condemnat a tres anys de presó per malversació de fons públics.[12]
- 2 de desembre: L'atur augmenta un 56% en un any (805.967 aturats) al conjunt del Principat, País Valencià i Illes Balears.[13]
- 22 de desembre: El govern de les Illes Balears retorna a l'Institut Ramon Llull.
- 28 de desembre: La viquipèdia en català supera els 150.000 articles amb l'article Guerra dels Ossos.[14]
- 29 de desembre: CDC descarta la proposta d'ERC de formar candidatura conjunta a les eleccions europees de 2009.

Resta del món
- 1 de gener:
  - Eslovènia ostenta la presidència de torn de la UE essent el primer dels membres que van entrar en l'ampliació del 2004.
  - Xipre, Malta i Akrotiri i Dekélia adopten l'euro com a moneda oficial.
- 2 de gener: El preu del petroli trenca per primera vegada el sostre dels 100 dòlars per barril.[15]
- 3 de gener: El Partit dels Treballadors del Kurdistan fa esclatar un cotxe bomba a Diyarbekir (Turquia)[16] provocant 4 morts i 68 ferits.
- 17 de febrer: Kosovo formalitza la declaració d'independència de Sèrbia, amb el suport i l'oposició de nombrosos Estats.
- 24 de febrer: Raúl Castro és escollit nou President de Cuba per l'Assemblea Nacional, després de la renúncia de Fidel Castro.
- 9 de març: El PSOE guanya les Eleccions generals, José Luis Rodríguez Zapatero, vigent President de Govern, surt reelegit.
- 24 de març: Bhutan té les seves primeres eleccions democràtiques de la història, abandonant la seva monarquia absoluta.[17]
- 26 de març: Se celebra el primer Dia de la Llibertat dels Documents, una iniciativa de la Free Software Foundation Europe, amb el suport d'alguns grans agents tecnològics: Google, Sun Microsystems i IBM, per promoure estàndards de documents.
- 20 d'abril: Eleccions generals al Paraguai: l'exbisbe catòlic Fernando Lugo (APC) guanya amb el 41% dels vots, trencant l'hegemonia de més de 60 anys de govern conservador del Partido Colorado, la candidata del qual, Blanca Ovelar, obté un 31%.[18]
- 23 de maig: L'Assemblea Nacional Francesa esmena la Constitució de França per reconèixer els idiomes regionals com el català, tot i que no poden actuar lliurement en l'esfera pública.[19]
- 7 a 29 de juny: La Selecció espanyola de futbol guanya l'Eurocopa 2008 celebrada a Àustria i Suïssa.
- 8 de juny: El nedador japonés Kosuke Kitajima bat el rècord mundial de 200 metres braça en piscina llarga amb 2'07''51.[20]
- 14 de juny: Inici de l'Expo 2008 a la ciutat de Saragossa.
- 17 de juny: Els Boston Celtics, campions de l'NBA, vint-i-dos anys després.
- 1 de juliol: La nedadora estatunidenca Natalie Coughlin bat el rècord mundial de 100 metres esquena en piscina llarga amb 58''97.[21]
- 1 de juliol: El nedador estatunidenc Aaron Peirsol bat el rècord mundial de 100 metres esquena en piscina llarga amb 52''89.[22]
- 2 de juliol, Colòmbia: Íngrid Betancourt i 14 ostatges de les FARC més són alliberats per les Forces Armades de Colòmbia.
- 21 de juliol: Detenció a Belgrad del polític serbi Radovan Karadžić, acusat d'instigar al genocidi durant la Guerra de Bòsnia.
- 30 de juliol: Es confirma l'existència d'aigua a Mart després de l'anàlisi del laboratori del vehicle explorador Phoenix.
- 8 d'agost: Comencen els Jocs Olímpics de Pequín a les 8:08 del vespre (14:08 hora local catalana), els XXIX Jocs Olímpics d'Estiu.
- 12 d'agost: El nedador estatunidenc Michael Phelps bat el rècord mundial de 200 metres lliures en piscina llarga amb 1'42''96.[23]
- 13 d'agost: La nedadora italiana Federica Pellegrini bat el rècord mundial de 200 metres lliures en piscina llarga amb 1'54"82.[24]
- 13 d'agost: La nedadora anglesa Rebecca Adlington bat el rècord mundial de 800 metres lliures en piscina llarga amb 8'14"10.[25]
- 12 d'agost: El nedador estatunidenc Michael Phelps bat el rècord mundial de 200 metres papallona en piscina llarga amb 1'52''03.[26]
- 16 d'agost: L'atleta jamaicà Usain Bolt bat el rècord mundial de 100 metres llisos amb 9,69 segons.
- 19 de setembre: Estrena de Vicky Cristina Barcelona, pel·lícula de Woody Allen rodada l'estiu del 2007 a Barcelona.
- 22 de setembre: ETA fa esclatar una bomba a Santoña (Cantàbria) matant Luis Conde, brigada de l'exèrcit espanyol.
- 28 de setembre: S'aprova una nova Constitució a l'Equador amb el 63,93% dels vots.[27]
- 21 d'octubre: El Gran Col·lisionador d'Hadrons (GCH) queda oficialment inaugurat. Hi col·laboren més de 10.000 científics i enginyers de més de cent països així com centenars d'universitats i laboratoris.
- 4 de novembre: Barack Obama (Partit Demòcrata) guanya les eleccions presidencials als Estats Units i es converteix en el primer president afroamericà del país.
- 17 de novembre: Detenció de Mikel Garikoitz Aspiazu (Txeroki), cap militar de l'organització armada ETA, a Cauterets.[28]
- 25 de novembre, Groenlàndia, Dinamarca: Referèndum sobre l'autogovern de Grenlàndia de 2008, el poble groenlandès decideix assumir l'autonomia política dins del Regne de Dinamarca
- 26 de novembre: Diversos atemptats islamistes a Mumbai (Índia) durant tres dies causen 166 víctimes i desenes de ferits.[29]
- 2 de desembre: El futbolista portuguès del Manchester United, Cristiano Ronaldo, obté la Pilota d'Or.
- 3 de desembre: Mor tirotejat a mans d'ETA l'empresari Ignacio Uría, propietari d'una constructora de la xarxa del TAV al País Basc.[30]
- 14 de desembre: La nedadora catalana Mireia Belmonte bat el rècord mundial de 400 metres estils en piscina curta amb 4'25''06.[31]
- 14 de desembre: El periodista Muntazer al-Zaidi llença les seves sabates contra el president George W. Bush durant una roda de premsa.
- 17 de desembre: El Parlament Europeu rebutja per majoria absoluta la setmana laboral de 65 hores.
- 22 de desembre: Dimiteix el govern belga d'Yves Leterme arran de l'escàndol sobre la venda de l'empresa financera Fortis.
- 23 de desembre: L'Exèrcit de Guinea perpetra un cop d'estat després de la mort del President Lansana Conté. Vegeu:
- 27 de desembre: Comença l'ofensiva militar més sagnant d'Israel sobre la franja de Gaza en 40 anys causant més de 225 morts.[32]
- L'organització Foodwatch denuncià que l'aigua de l'aixeta a Alemanya contenia uns índexs d'urani per a sobre del permès.
- Fundació de la plataforma digital terrestre australiana Freeview

### Premis Nobel
| Camp                  | Guardonats                                                      |
| --------------------- | --------------------------------------------------------------- |
| Física                | - Yoichiro Nambu - Makoto Kobayashi - Toshihide Maskawa         |
| Química               | - Osamu Shimomura - Martin Chalfie - Roger Y. Tsien             |
| Medicina o Fisiologia | - Harald zur Hausen - Françoise Barré-Sinoussi - Luc Montagnier |
| Literatura            | - Jean-Marie Gustave Le Clézio                                  |
| Pau                   | - Martti Ahtisaari                                              |
| Economia              | - Paul Krugman                                                  |

### Tecnologia i videojocs
- 11 de gener: publicació del videojoc Combat Arms.
- 31 de gener, Japó: surt a la venda l'esperat videojoc Super Smash Bros. Brawl per a Wii.
- 1 de febrer: Microsoft ofereix 44,6 milions de dòlars per comprar Yahoo!.[34]

## Necrològiques

### Països Catalans
Gener
- 9 de gener - Teià, Maresme: Francesc Poch i Romeu, pintor català.
- 23 de gener - Barcelona: Jaume Sorribas i Garcia, actor català.

Febrer
- 15 de febrer - Barcelona: Glòria Roig i Fransitorra, actriu i dobladora catalana.
- 15 de febrer - Girona, Gironès: Maria Dolors Laffitte i Masjoan, cantant catalana.[35]
- 23 de febrer - Barcelona: Josep Palau i Fabre, escriptor, poeta i crític d'art català.

Març
- 7 de març - Granollers, Vallès Oriental: Maria Josefa de Riba i Salas, tenista catalana (n. 1913).[36]
- 12 de març - monestir de Montserrat, Bages: Cassià Maria Just i Riba, clergue catòlic català, abat emèrit de Montserrat.
- 25 de març - Sant Cugat del Vallès, Vallès Occidental: Josep Benet i Morell, historiador, editor i polític català.
- 29 de març - Barcelona: Salvador Escamilla i Gómez, radiofonista, cantant i actor català.

Abril
- 15 d'abril - Barcelona: Conxita Bardem i Faust, actriu de teatre i de cinema catalana (n. 1918).[37]
- 16 d'abril - Barcelona: Emili Giralt i Raventós, historiador català, president de l'IEC (n. 1927).[38]

Maig
- 2 de maig - Girona, Gironès: Xavier Bulbena i Moreu, artista plàstic, escenògraf i dissenyador català.
- 7 de maig - Barcelona: Mercè Sala i Schnorkowski, economista i política catalana, militant del PSC-PSOE (n. 1943).[39]
- 12 de maig - Varsòvia: Irena Sendler, l'àngel del Gueto de Varsòvia, treballadora social i infermera polonesa (n. 1910).[40]
- 27 de maig - Girona: Miquel Diumé i Vilà, periodista català.
- 28 de maig - Barcelona: Sebastià Salellas i Magret, advocat català.

Juny
- 4 de juny - València: Josep Vicent Marquès i González, escriptor i sociòleg valencià (n. 1943).
- 10 de juny - Tiana, Maresme: Teodor Garriga i Osca, periodista català, president de Ràdio Associació de Catalunya.
- 11 de juny - València: Gonzalo Anaya, mestre, pedagog i catedràtic de filosofia espanyol.
- 28 de juny - Barcelona: Pep Bassas, pilot de ral·lis català.

Juliol
- 2 de juliol - Madrid: Simone Ortega, autora de diversos llibres de cuina, entre els quals el popular 1080 recetas de cocina (n. 1919).[41]
- 4 de juliol - Las Palmas de Gran Canaria: Pilar Faus Sevilla, escriptora, investigadora i bibliotecària (n. 1925).[42]
- 20 de juliol - Vic, Osona: Andreu Colomer i Munmany, empresari i mecenes català.

Agost
- 23 d'agost - Barcelona, Barcelonès: Maria Dolors Orriols i Monset, escriptora catalana.[43]
- 25 d'agost - Sabadell: Montserrat Busqué i Barceló, pedagoga musical catalana (n. 1943).[44]

Setembre
- 3 de setembre - Taradell, Osona: Joan Segarra i Iracheta, futbolista català, jugador del FC Barcelona.
- 24 de setembre - Montcada i Reixac: Ramon Calduch, cantant català (n. 1928).

Octubre
- 3 d'octubre - Barcelona: Joan Carrera i Planas, clergue catòlic català, bisbe auxiliar de Barcelona (n. 1930).[45]
- 20 d'octubre - Barcelona: Ricard Maxenchs i Roca, periodista i executiu català, dirigent esportiu del FC Barcelona.

Novembre
- 3 de novembre - Barcelona: José María Socias Humbert, polític català, batlle franquista de Barcelona.
- 12 de novembre - Barcelona: Miguel Núñez González, polític català, militant del PSUC i el PCE.

Desembre
- 1 de desembre - Barcelona: Joan Baptista Humet i Climent, cantautor valencià.
- 6 de desembre - Alacant, Alacantí: Mikel de Epalza i Ferrer, arabista i traductor, d'origen basc.
- 7 de desembre - Barcelona: Adela Piera Escofet, gimnasta i pionera de l'esport femení a Catalunya (n. 1910).[46]
- 9 de desembre - Barcelona: Jordi Benito i Verdaguer, artista català.
- 10 de desembre - Premià de Mar, Maresme: Robert Segura Mongé, guionista i dibuixant de còmics català.
- 26 de desembre - Barcelona: Joan Abelló i Prat, pintor i gravador català.

### Resta del món
Gener
- 10 de gener, Los Angeles, Califòrnia: Maila Nurmi, actriu finlandesa-estatunidenca, creadora de Vampira (n. 1922).[47]
- 11 de gener, Auckland, Nova Zelanda: Sir Edmund Hillary, explorador i alpinista neozelandès.
- 12 de gener, Madrid, Espanya: Ángel González Muñiz, poeta espanyol.
- 17 de gener, Reykjavík, Islàndia: Bobby Fischer, escaquista estatunidenc.
- 22 de gener, Ciutat de Nova York, EUA: Heath Ledger, actor australià.
- 26 de gener, 
  - Amman, Jordània: George Habash, polític palestí, fundador del FPAP.
  - Beijing: Zhang Hanzhi, traductora, diplomàtica i escriptora xinesa.[48]
- 27 de gener, Jakarta, Indonèsia: Suharto, militar i líder polític d'Indonèsia.[49]
- 28 de gener, Madrid: Juana Francisca Rubio, pintora i cartellista espanyola defensora de la República (n. 1911).[50]

Febrer
- 2 de febrer, Nova York (EUA): Joshua Lederberg, microbiòleg estatunidenc, Premi Nobel de Medicina de 1958 (n. 1925).

- 7 de febrer, Hanoi, Vietnam: Hoang Minh Chinh, polític vietnamita.[51]
- 10 de febrer, Saint Louis (Missouri, EUA): Steve Gerber, escriptor de còmics, creador de Howard the Duck (n. 1947).
- 11 de febrer, Dili, Timor Oriental: Alfredo Reinado, guerriller timorès, militant de les Forces de Defensa de Timor Oriental.
- 12 de febrer, Zaplana, Eslovènia: Janez Drnovšek, polític eslovè, 2n President i 2n Primer Ministre d'Eslovènia.[52]
- 12 de febrer, Damasc, Síria: Imad Mugniyah, guerriller libanès, militant de Hesbol·là.[53]
- 18 de febrer, Caen (França); Alain Robbe-Grillet, escriptor i cineasta francès (n. 1922).[54]

Març
- 1 de març, Santa Rosa de Sucumbíos (Equador): Raúl Reyes, el canciller de la montaña, guerriller colombià, militant de les FARC-EP.[55]
- 3 de març, 
  - Sintra: Maria Gabriela Llansol, escriptora i traductora portuguesa (n.1931).[56]
  - Departament de Caldas, Colòmbia: Iván Ríos, guerriller colombià, militant de les FARC-EP.[57]
- 7 de març, Arrasate, País Basc: Isaías Carrasco, polític espanyol, militant del PSE-PSOE.
- 11 de març, Vitòria, País Basc: Iñaki Pérez Beotegi ('Wilson'), guerriller basc, militant d'ETA.
- 12 de març, 
  - Irun: Menchu Gal, pintora espanyola del s. XX, una de les principals artistes plàstiques de la postguerra.[58]
  - Le Kremlin-Bicêtre, França: Lazzaro Ponticelli, militar italià.
- 14 de març, Rocca di Papa, Itàlia: Chiara Lubich, activista catòlica italiana.[59]
- 18 de març, Londres, Anglaterra: Anthony Minghella, guionista i director de cinema anglès.
- 19 de març
  - Colombo, Sri Lanka: Arthur C. Clarke, escriptor i inventor anglès, autor de 2001. Una odissea a l'espai.[60][61]
  - Antwerpen, Bèlgica: l'escriptor Hugo Claus.[62]
- 21 de març, Media, Pennsilvània: Patti Bown, pianista, compositora i cantant de jazz estatunidenca (n. 1931).[63]
- 24 de març, Madrid: Rafael Azcona, guionista espanyol (n. 1926).
- 25 de març, Madrid: Pilar López Julvez, ballarina considerada una de les fundadores del ballet espanyol del segle xx (n. 1912).[64]
- 26 de març, Departament de Meta, Colòmbia: Manuel Marulanda Vélez ('Tirofijo'), guerriller colombià, militant de les FARC-EP.
- 28 de març, Cossonnay: Carla Prina, pintora abstracta italiana (n. 1911).[65]
- 31 de març, Pamplona, País Basc: Carlos Chivite, polític espanyol, militant del PSN-PSOE.
- 31 de març, Atenes, Grècia: Jules Dassin, director de cinema i guionista estatunidenc.

Abril
- 5 d'abril, Beverly Hills, EUA: Charlton Heston, actor i director de cinema i teatre estatunidenc.
- 12 d'abril:
  - Dublín, Irlanda: Patrick Hillery, polític irlandès, 6è President d'Irlanda.
  - Bombai, Índia: Anuradha Ghandy, política i dirigent revolucionària comunista (n. 1954).
- 15 d'abril, Braine-l'Alleud, Valònia: Benoît Lamy, productor i director de cinema való.
- 16 d'abril, Cambridge, EUA: Edward Lorenz, matemàtic i meteoròleg estatunidenc.[66]
- 17 d'abril, Madrid: Rosario Sánchez La Dinamitera, milíciana espanyola, immortalitzada per Miguel Hernández (n. 1919).[67]
- 19 d'abril, Saint Mandé: Germaine Tillion, etnòloga francesa, membre de la resistència francesa (n. 1907).[68]
- 20 d'abril, Los Angeles: Bebe Barron, compositora i enginyera de so nord-americana de música electrònica (n. 1925).[69]
- 24 d'abril, Pittsfield (Massachusetts): Jimmy Giuffre, músic de jazz nord-americà (n. 1921).[70]

Maig
- 1 de maig, Mosta, Malta: Anthony Mamo, polític maltès, 1r President de Malta.[71]
- 3 de maig, Pozuelo de Alarcón, Espanya: Leopoldo Calvo-Sotelo, polític espanyol, 74è president del Govern espanyol.
- 10 de maig, Milà, Itàlia: Leyla Gencer, soprano turca (n. 1928).[72]
- 12 de maig, Varsòvia, Polònia: Irena Sendler, humanista polonesa.
- 12 de maig, Captiva Island, EUA: Robert Rauschenberg, artista estatunidenc.
- 13 de maig, Al-Kuwait, Kuwait: Saad Al-Abdullah Al-Salim Al-Sabah, aristòcrata kuwaitià, emir de Kuwait.
- 15 de maig, Tucson, EUA: Willis Lamb, físic estatunidenc. Premi Nobel de Física de l'any 1955 (n. 1913).
- 18 de maig, Villaviciosa de Odón, Espanya: Roberto García-Calvo, jurista espanyol, magistrat conservador i espanyolista del TC.
- 26 de maig, Los Angeles, EUA: Sydney Pollack, actor, productor i director de cinema estatunidenc.

Juny
- 1 de juny, 
  - París, França: Yves Saint-Laurent, dissenyador i empresari francès (n. 1936).[73]
  - La Plata: Alicia Zubasnabar, fundadora d'Àvies de Plaza de Mayo (n. 1915).[74]
- 2 de juny, Archer (Florida), EUA: Bo Diddley, músic estatunidenc (n. 1928).[75]
- 7 de juny, El Caire, Egipte: Mustafa Khalil, polític egipci, Primer Ministre d'Egipte (n. 1920).[76]
- 16 de juny, Los Angeles, EUA: Cyd Charisse, actriu de cinema i ballarina estatunidenca.[77]
- 23 de juny, Montevideo: Blanca París Corcoll, historiadora i acadèmica uruguaiana (n.1925).[78]
- 24 de juny:
  - Minneapolis, EUA: Leonid Hurwicz, economista i matemàtic estatunidenc (n. 1917).[79]
  - Santa Cruz, Califòrnia: Gerhard Ringel, matemàtic alemany.
- 28 de juny, Byron Bay: Irina Barónova, ballarina i actriu britànica d'origen rus (n. 1919).[80]

Juliol
- 4 de juliol, Raleigh, EUA: Jesse Helms, polític estatunidenc.[81]
- 13 de juliol, Lubień, Polònia: Bronisław Geremek, historiador i polític polonès.
- 14 de juliol, Ukkel, Bèlgica: Gaston Compère, escriptor, filòleg, poeta i való.

Agost
- 3 d'agost, Moscou, Rússia: Aleksandr Soljenitsin, escriptor rus.
- 15 d'agost, Sarasota, Florida, EUA: Jerry Wexler, periodista musical estatunidenc.
- 19 d'agost, París, França: Levy Mwanawasa, polític zambià, 3r President de Zàmbia.[82]
- 20 d'agost, Pequín, Xina: Hua Guofeng, polític xinès, militant del Partit Comunista de la Xina.[83]
- 23 d'agost, Needham (Massachusetts), EUA: Thomas Huckle Weller, bacteriòleg estatunidenc.
- 24 d'agost, Pequín, Xina: Wei Wei, periodista i escriptor xinès.
- 25 d'agost, Bogotá: Elvira Dávila Ortiz, infermera colombiana, pionera de la infermeria i la transfusió de sang a Iberoamèrica (n. 1917).[84]
- 28 d'agost, Salinas, Florida, EUA: Phil Hill, pilot de F1 estatunidenc.
- 31 d'agost, Nazran, Rússia: Magomed Yevloyev, periodista rus.

Setembre
- 3 de setembre: 
  - Michael Hammer, enginyer nord-americà, un dels fundadors de la teoria de gestió de la reenginyeria de processos d'empresarials.
  - Levallois-Perret: Françoise Demulder, fotoperiodista de guerra francesa, primera dona a guanyar el WPP of the Year (n. 1947).[85]
- 15 de setembre, Londres, Anglaterra: Richard Wright, músic anglès, teclista de Pink Floyd.
- 18 de setembre, Colonia, Alemanya: Mauricio Kagel, compositor argentí (n. 1931).[86]
- 26 de setembre, 
  - Westport (Connecticut), EUA: Paul Newman, actor estatunidenc.[87]
  - Barcelona: Rita Fernández Queimadelos, arquitecta espanyola, la segona a obtenir el títol en aquest país (m. 2008).[88]

Octubre
- 5 d'octubre: Miha Valič, alpinista eslovè.
- 8 d'octubre, Del Mar, EUA: George Emil Palade, biòleg cel·lular romanès.
- 11 d'octubre:
  - Köttmannsdorf, Àustria: Jörg Haider, polític austríac.
  - Toluca Lake, Califòrnia, EUA: Neal Hefti, músic i compositor estatunidenc.
- 13 d'octubre, Garches, França: Guillaume Depardieu, actor francès.
- 14 d'octubre, Bedfordshire: Pat Moss, pilot de ral·lis d'automòbils, cinc cops campiona europea (n. 1934).[89]
- 18 d'octubre, Shangyu, Zhejiang, RP Xina: Xie Jin, actor, guionista i director de cinema xinès (n. 1923).[90]
- 24 d'octubre, Viena, Àustria: Helmut Zilk, periodista i polític austríac.
- 25 d'octubre, Fort Myers, EUA: Gerard Damiano, director de cinema estatunidenc.

Novembre
- 1 de novembre, Los Angeles, Califòrnia: Yma Sumac, cantant soprano peruana amb un registre de cinc octaves (n. 1922).[91]
- 4 de novembre, 
  - Los Angeles, EUA: Michael Crichton, escriptor i productor de cinema estatunidenc (n. 1942).[92]
  - Canes, França: Rosella Hightower, ballarina clàssica estatunidenca (m. 2008).[93]
- 9 de novembre, Castel Volturno: Miriam Makeba, cantant i activista pels drets civils sud-africana (n. 1932).[94]
- 10 de novembre, Castel Volturno, Itàlia: Miriam Makeba ('Mama Afrika'), cantant sud-africana.
- 13 de novembre, Ciutat de Mèxic, Mèxic: Paco Ignacio Taibo I, escriptor i periodista mexicà.
- 22 de novembre, Los Gatos, Califòrnia, EUA: Robert Burns, historiador i sacerdot jesuïta estatunidenc, membre de l'Institut d'Estudis Catalans.
- 22 de novembre, Singapur: Ibrahim Nasir, polític maldivià, 2n President de les Maldives.[95]
- 29 de novembre, Copenhaguen, Dinamarca: Jørn Utzon, arquitecte danès.
- 29 de novembre, Buenos Aires, Argentina: Ulises Dumont, actor argentí.
- 30 de novembre, Saint-Clair-sur-Epte, França: Béatrix Beck, escriptora belga en llengua francesa.[54]

Desembre
- 1 de desembre, Sant Sebastià, País Basc: Mikel Laboa, cantautor basc.
- 3 de desembre, Azpeitia, País Basc: Ignacio Uría, empresari basc.
- 5 de desembre:
  - Moscou, Rússia: patriarca Aleix II, clergue ortodox estonià, 16è Patriarca de Moscou.
  - Los Angeles, Estats Units d'Amèrica: Nina Foch, actriu de cinema estatunidenca.
- 6 de desembre, París, França: Gérard Lauzier, dibuixant de còmics i guionista de teatre i cinema francès.
- 9 de desembre, Zagreb, Croàcia: Dražan Jerković, jugador i entrenador de futbol croat
- 12 de desembre, Nyack, Estat de Nova York, Estats Units: Van Johnson, actor estatunidenc.
- 15 de desembre, Guayaquil (Equador): León Febres-Cordero, polític equatorià, President de l'Equador.
- 18 de desembre:
  - Santa Rosa (Califòrnia), Estats Units: Mark Felt ('Deep Throat', Gola Pregona), policia estatunidenc, agent de l'FBI.
  - Sulaimaniyah, Iraq: Nahla Hussain al-Shaly, activista feminista kurda.[96]
- 20 de desembre, Lyme (Connecticut), Estats Units: Robert Mulligan, director de cinema i televisió estatunidenc (n. 1925).[97]
- 24 de desembre;
  - Londres, Regne Unit: Harold Pinter, dramaturg anglès, Premi Nobel de Literatura 2005.
  - Departament de Tolima, Colòmbia: Englio Gaona Ospina, guerriller colombià, militant de les FARC-EP.
  - Martha's Vineyard, Estats Units: Samuel Huntington, politicòleg estatunidenc.
- 28 de desembre, Washington DC, Estats Units: Quentin C. Aanenson, pilot d'avions militars estatunidenc.
- 29 de desembre, Canes, França: Ted Lapidus modista francès.

## 2008 en la ficció
L'anime Macross Zero (マクロス ゼロ), estrenat l'any 2002, situa l'acció en un 2008 distòpic, un any abans dels fets principals de l'argument de la sèrie original del 1982, i del qual és una preqüela.